# PEC Zwolle in het seizoen 2019/20 (vrouwen)
Het seizoen 2019/2020 was het 10e jaar in het bestaan van de Zwolse vrouwenvoetbalclub PEC Zwolle. De club kwam uit in de Eredivisie, deze werd door de coronacrisis echter niet uitgespeeld. Door deze maatregel is de club op de zevende plaats geëindigd. Naast de deelname aan de Eredivisie zou er ook worden deelgenomen aan het toernooi om de KNVB beker. Ook het bekertoernooi werd niet afgemaakt. De eerste editie van de Eredivisie Cup werd wel uitgespeeld, de club eindigde op de 5e plaats.

## Wedstrijdstatistieken

### Oefenduels
| Datum + plaats                | Wedstrijd                        | Uitslag       | Scoreverloop                                                                                        |
| ----------------------------- | -------------------------------- | ------------- | --------------------------------------------------------------------------------------------------- |
| 21 juni 2019 Zwolle           | PEC Zwolle – sc Heerenveen       | 0 – 5 (0 – 2) | 6' Onbekend 0–1, 19' Onbekend 0–2, 53' Onbekend 0–3, 59' Onbekend 0–4, 62' Onbekend 0–5             |
| 5 juli 2019 Rheda-Wiedenbrück | FSV Gütersloh 2009 – PEC Zwolle  | 4 – 4         | Lauri Weijkamp, Rebecca Doejaaren, Marushka van Olst, Yvette van Daelen                             |
| 10 juli 2019 Borken           | Borussia Bocholt – PEC Zwolle    | 2 – 7         | Onbekend                                                                                            |
| 13 juli 2019 Leer             | Werder Bremen – PEC Zwolle       | 0 – 2 (0 – 1) | Maxime Bennink 0–1, Pascalle Pomper 0–2                                                             |
| 13 augustus 2019 Zwolle       | PEC Zwolle – Be Quick '28        | 4 – 0 (2 – 0) | 3' Yvette van Daelen 1–0, 21' Dominique Bruinenberg 2–0, 65' Amy Banarsie 3–0, 82' Amy Banarsie 4–0 |
| 17 augustus 2019 Zwolle       | PEC Zwolle – KRC Genk            | 4 – 0 (2 – 0) | 3' Nikita Tromp 1–0, 37' Maud Asbroek 2–0, 84' Dominique Bruinenberg 3–0, 87' Rebecca Doejaaren 4–0 |
| 30 augustus 2019 Emmen        | BV Cloppenburg – PEC Zwolle      | 1 – 3         | Shanel Smid, Celien Tiemens, Amy Banarsie                                                           |
| 4 oktober 2019 Bavel          | PEC Zwolle – Oud-Heverlee Leuven | 0 – 0 (0 – 0) | |
| 6 november 2019 Zwolle        | PEC Zwolle – sc Heerenveen       | 4 – 0         | Jill Diekman, Amy Banarsie, Yvette van Daelen, Lauri Weijkamp                                       |
|                               |                                  |               | |
| 18 januari 2020 Zwolle        | PEC Zwolle – SV Saestum          | 3 – 1 (1 – 0) | Nikita Tromp, Rebecca Doejaaren, Yvette van Daelen                                                  |
| 24 januari 2020 Zwolle        | PEC Zwolle – Be Quick '28        | 3 – 0 (1 – 0) | Rebecca Doejaaren, Yvette van Daelen, Dominique Bruinenberg                                         |

### Eredivisie
| 1e speelronde | PEC Zwolle                                                                         | 2 – 4 (0 – 1)    | ADO Den Haag                                                                              | Opstelling PEC Zwolle: |
| 23 augustus 2019 Aanvangstijd: 19.30 uur Plaats: Zwolle MAC³PARK stadion Toeschouwers: 350 Scheidsrechter: Arends              | Gwyneth Hendriks 62' (e.d.) Jeslin Niens 68' Pleun Raaijmakers 90' (e.d.)          | Wedstrijdverslag | 20', 61' Sharon Kok 21', 53' Maartje Looijen 69' Marisa Olislagers 82' Jaimy Ravensbergen | Olthof, L. Vliek, Van Koot, Auée, Niens, Asbroek, Bruinenberg, Van Olst ( 80' Van Daelen), Weijkamp ( 66' Banarsie), Tromp ( 76' Doejaaren), Tiemens                      |
| 2e speelronde | PSV                                                                                | 4 – 0 (0 – 0)    | PEC Zwolle                                                                                | Opstelling PEC Zwolle: |
| 6 september 2019 Aanvangstijd: 19.30 uur Plaats: Eindhoven De Herdgang Toeschouwers: 725 Scheidsrechter: Van Zuilichem         | Joëlle Smits 69' Katja Snoeijs 73', 80' Aniek Nouwen 88'                           | Wedstrijdverslag | 52' Jeslin Niens                                                                          | Olthof, L. Vliek, Van Koot, Rijks ( 76' Van der Vegt), Niens, Asbroek, Bruinenberg, Van Olst ( 83' Van Daelen), Tiemens ( 66' Banarsie), Tromp, Weijkamp ( 46' Doejaaren) |
| 3e speelronde | PEC Zwolle                                                                         | 2 – 4 (2 – 3)    | AFC Ajax                                                                                  | Opstelling PEC Zwolle: |
| 13 september 2019 Aanvangstijd: 19.30 uur Plaats: Zwolle MAC³PARK stadion Toeschouwers: 1.646 Scheidsrechter: Broekhuizen      | Dominique Bruinenberg 8' Rebecca Doejaaren 35'                                     | Wedstrijdverslag | 14' Marjolijn van den Bighelaar 25' Ellen Jansen 42' Iina Salmi 53' Vanity Lewerissa      | Olthof, L. Vliek, Van Koot, Rijks, Niens ( 76' Van der Vegt), Asbroek ( 67' Pruim), Bruinenberg, Van Olst ( 67' Banarsie), Tiemens, Tromp, Doejaaren                      |
| 4e speelronde | VV Alkmaar                                                                         | 2 – 2 (0 – 2)    | PEC Zwolle                                                                                | Opstelling PEC Zwolle: |
| 20 september 2019 Aanvangstijd: 19.30 uur Plaats: Alkmaar Sportpark Robonsbosweg Toeschouwers: 350 Scheidsrechter: Beljert     | Niekie Pellens 66' Chante Dompig 86' Anna Ursem 89'                                | Wedstrijdverslag | 26' Dominique Bruinenberg 43' Nikita Tromp                                                | Olthof, L. Vliek, Van Koot, Rijks, Niens, Asbroek, Bruinenberg, Van Olst ( 79' Van Daelen), Tiemens, Tromp, Doejaaren                                                     |
| 5e speelronde | PEC Zwolle                                                                         | 3 – 3 (0 – 3)    | sc Heerenveen                                                                             | Opstelling PEC Zwolle: |
| 27 september 2019 Aanvangstijd: 19.30 uur Plaats: Zwolle MAC³PARK stadion Toeschouwers: 670 Scheidsrechter: Verhaag            | Nikita Tromp 65' (pen.), 76' (pen.) Dominique Bruinenberg 67' Celien Tiemens 90+3' | Wedstrijdverslag | 7', 44' Suzanne Admiraal 16' Laura Strik Roos van der Veen                                | Olthof, L. Vliek, Van Koot, Rijks ( 46' Smid), Niens, Asbroek ( 46' Van der Vegt), Bruinenberg, Van Olst, Tiemens, Tromp, Doejaaren ( 74' Auée)                           |
| 6e speelronde | PEC Zwolle                                                                         | 2 – 2 (0 – 1)    | Excelsior/Barendrecht                                                                     | Opstelling PEC Zwolle: |
| 13 oktober 2019 Aanvangstijd: 19.30 uur Plaats: Zwolle MAC³PARK stadion Toeschouwers: 438 Scheidsrechter: Koster               | Nikita Tromp 54', 83'                                                              | Wedstrijdverslag | 37' Joy Kersten 68' Fréderique Nieuwland 90+6' Eline Koster                               | Olthof, L. Vliek ( 46' Van der Vegt), Van Koot, Rijks, Niens ( 46' Auée), Asbroek, Bruinenberg, Van Olst, Tiemens, Tromp, Doejaaren ( 69' Banarsie)                       |
| 7e speelronde | FC Twente                                                                          | 2 – 2 (1 – 2)    | PEC Zwolle                                                                                | Opstelling PEC Zwolle: |
| 3 november 2019 Aanvangstijd: 14.30 uur Plaats: Enschede Sportpark Het Diekman Toeschouwers: 365 Scheidsrechter: Kuiper        | Renate Jansen 28' Lynn Wilms 72'                                                   | Wedstrijdverslag | 33' Amy Banarsie 41' Leonie Vliek 80' Imre van der Vegt 87' Moon Pondes                   | Pondes, L. Vliek, Van Koot ( 46' Smid), Rijks, Van der Vegt, Asbroek ( 76' Weijkamp), Bruinenberg, Tiemens, Banarsie ( 69' Van Olst), Tromp, Doejaaren                    |
| 8e speelronde | ADO Den Haag                                                                       | 1 – 2 (1 – 2)    | PEC Zwolle                                                                                | Opstelling PEC Zwolle: |
| 17 november 2019 Aanvangstijd: 14.30 uur Plaats: Den Haag Cars Jeans Stadion Toeschouwers: 200 Scheidsrechter: Michielsen      | Maartje Looijen 27'                                                                | Wedstrijdverslag | 11' (e.d.) Kim Mourmans 24' Dominique Bruinenberg                                         | Pondes, L. Vliek, Van Koot, Rijks, Van der Vegt ( 68' Auée), Asbroek, Bruinenberg, Tiemens, Banarsie ( 87' Weijkamp), Tromp, Doejaaren ( 46' Van Olst)                    |
| 9e speelronde | PEC Zwolle                                                                         | 0 – 4 (0 – 2)    | PSV                                                                                       | Opstelling PEC Zwolle: |
| 22 november 2019 Aanvangstijd: 19.30 uur Plaats: Zwolle MAC³PARK stadion Toeschouwers: 3.217 Scheidsrechter: Boringa           |                                                                                    | Wedstrijdverslag | 11', 71' Joëlle Smits 32', 81' Katja Snoeijs                                              | Pondes ( 55' Olthof), L. Vliek, Van Koot, Rijks ( 32' Smid), Auée, Asbroek, Bruinenberg, Tiemens ( 77' Van Olst), Banarsie, Tromp, Doejaaren                              |
| 10e speelronde | AFC Ajax                                                                           | 4 – 0 (2 – 0)    | PEC Zwolle                                                                                | Opstelling PEC Zwolle: |
| 29 november 2019 Aanvangstijd: 19.30 uur Plaats: Amsterdam Sportpark De Toekomst Toeschouwers: 400 Scheidsrechter: Broekhuizen | Marjolijn van den Bighelaar 18', 19', 50' Vanity Lewerissa 81'                     | Wedstrijdverslag |                                                                                           | Olthof, L. Vliek, Van Koot, Smid, Auée, Asbroek ( 46' Weijkamp), Bruinenberg, Tiemens, Banarsie, Tromp, Doejaaren ( 46' Van Olst)                                         |
| 11e speelronde | PEC Zwolle                                                                         | 2 – 1 (2 – 0)    | VV Alkmaar                                                                                | Opstelling PEC Zwolle: |
| 7 februari 2019 Aanvangstijd: 19.30 uur Plaats: Zwolle MAC³PARK stadion Toeschouwers: 2.456 Scheidsrechter: Knetsch            | Maud Asbroek 38' 69' Rebecca Doejaaren 40'                                         | Wedstrijdverslag | 60' Anna Ursem                                                                            | Pondes, L. Vliek, Van Koot, Auée, Niens, Asbroek ( 70' Pruim), Bruinenberg, Weijkamp, Van Olst ( 85' Theunissen), Doejaaren, Tromp ( 73' Banarsie)                        |
| 12e speelronde | sc Heerenveen                                                                      | 1 – 0 (0 – 0)    | PEC Zwolle                                                                                | Opstelling PEC Zwolle: |
| 14 februari 2019 Aanvangstijd: 19.30 uur Plaats: Heerenveen Sportpark Skoatterwâld Toeschouwers: 370 Scheidsrechter: Wolthof   | Laura Strik 20' Zoï van de Ven 68' Quinty Sabajo 90+4'                             | Wedstrijdverslag | 69' Nikita Tromp                                                                          | Pondes, L. Vliek, Van Koot, Smid, Auée, Pruim, Bruinenberg, Weijkamp, Van Olst ( 61' Banarsie), Tromp ( 76' Niens), Doejaaren ( 61' Theunissen)                           |
| 13e speelronde | Excelsior/Barendrecht                                                              | Geannuleerd      | PEC Zwolle                                                                                | Opstelling PEC Zwolle: |
| 20 maart 2019 Aanvangstijd: 19.30 uur Plaats: Rotterdam Sportpark de Bongerd                                                   |                                                                                    |                  |                                                                                           | |
| 14e speelronde | PEC Zwolle                                                                         | Geannuleerd      | FC Twente                                                                                 | Opstelling PEC Zwolle: |
| 27 maart 2020 Aanvangstijd: 19.30 uur Plaats: Zwolle MAC³PARK stadion                                                          |                                                                                    |                  |                                                                                           | |

### KNVB beker
| Achtste finale | BVV Barendrecht | 0 – 7 (0 – 4) | PEC Zwolle | Opstelling PEC Zwolle: |
| 1 februari 2020 Aanvangstijd: 17.30 uur Plaats: Barendrecht Sportpark de Bongerd Toeschouwers: Niet bekend Scheidsrechter: Niet bekend |                 |               | 18' Lauri Weijkamp 32' Yvette van Daelen 36', 68' Marushka van Olst 45', 53', 72' Rebecca Doejaaren 45' Maud Asbroek | Pondes, L. Vliek ( 64' Banarsie), Van Koot ( 64' Broekhaar), Smid, Niens, Asbroek, Bruinenberg ( 46' Pruim), Weijkamp, Van Olst, Van Daelen, Doejaaren |
| Kwartfinale | AFC Ajax        | Geannuleerd   | PEC Zwolle | Opstelling PEC Zwolle: |
| 14 maart 2020 Aanvangstijd: 17.00 uur Plaats: Amsterdam Sportpark De Toekomst                                                          |                 |               | | |

### Eredivisie Cup
| Eerste ronde | Excelsior/Barendrecht | 0 – 2 (0 – 1)    | PEC Zwolle                                                                                | Opstelling PEC Zwolle: |
| 18 oktober 2019 Aanvangstijd: 19.30 uur Plaats: Rotterdam Sportpark de Bongerd Toeschouwers: Niet bekend Scheidsrechter: Niet bekend  | |                  | 3' Amy Banarsie 52' Dominique Bruinenberg                                                 | Pondes, L. Vliek, Van Koot, Rijks, Van der Vegt, Asbroek, Bruinenberg, Weijkamp, Van Olst, Doejaaren, Banarsie                                       |
| Eerste ronde | PEC Zwolle | 4 – 2 (3 – 0)    | Excelsior/Barendrecht                                                                     | Opstelling PEC Zwolle: |
| 25 oktober 2019 Aanvangstijd: 19.30 uur Plaats: Zwolle MAC³PARK stadion Toeschouwers: 562 Scheidsrechter: Karacaoglan                 | Marushka van Olst 30', 37' Rebecca Doejaaren 38' Beau Rijks 42' Dominique Bruinenberg 51'                                       | Wedstrijdverslag | 14' Senna El Messaoudi 25' Fréderique Nieuwland 80' Sophie Cobussen 83' Iris van Bokhoven | Pondes, L. Vliek, Smid, Rijks, Van der Vegt ( 53' Auée), Tiemens, Bruinenberg ( 53' Weijkamp), Asbroek, Van Olst ( 64' Van Daelen), Tromp, Doejaaren |
| Tweede ronde | PEC Zwolle | 5 – 4 (2 – 1)    | FC Twente                                                                                 | Opstelling PEC Zwolle: |
| 6 december 2019 Aanvangstijd: 19.30 uur Plaats: Zwolle MAC³PARK stadion Toeschouwers: 400 Scheidsrechter: Niet bekend                 | Maud Asbroek 21' Dominique Bruinenberg 36', 72' Marushka van Olst 43' Lauri Weijkamp 52' Nikita Tromp 57' Rebecca Doejaaren 82' | Wedstrijdverslag | 34', 80' Renate Jansen 60' Cheyenne van den Goorbergh 89' Suzanne Giesen 90' Lynn Wilms   | Postma, L. Vliek, Van Koot, Smid, Auée, Asbroek, Bruinenberg, Weijkamp, Van Olst, Tromp ( 53' Doejaaren), Banarsie                                   |
| Tweede ronde | FC Twente | 4 – 2 (1 – 1)    | PEC Zwolle                                                                                | Opstelling PEC Zwolle: |
| 13 december 2019 Aanvangstijd: 19.30 uur Plaats: Enschede Sportpark Het Diekman Toeschouwers: 190 Scheidsrechter: Van Schaik          | Bente Jansen 11' Suzanne Giesen 64' Danique Ypema 69' Davinia Vanmechelen 80' Sabrine Ellouzi 83' Renate Jansen 90+3'           | Wedstrijdverslag | 13' Maud Asbroek 52' Rebecca Doejaaren                                                    | Postma, L. Vliek, Van Koot, Smid, Auée, Asbroek ( 81' Pruim), Bruinenberg, Weijkamp, Van Olst ( 39' Niens), Doejaaren ( 85' Van Daelen), Banarsie    |
| Derde ronde | Excelsior/Barendrecht | 1 – 3 (0 – 1)    | PEC Zwolle                                                                                | Opstelling PEC Zwolle: |
| 21 februari 2020 Aanvangstijd: 19.30 uur Plaats: Rotterdam Sportpark de Bongerd Toeschouwers: Niet bekend Scheidsrechter: Niet bekend | Iris van Bokhoven 85' |                  | 35' (pen.) Nikita Tromp 50' Lauri Weijkamp 75' Dominique Bruinenberg                      | Olthof, Niens, Smid, Van Koot, Van der Vegt ( 71' Auée), Weijkamp, Bruinenberg, Pruim ( 71' Tiemens), Theunissen, Tromp ( 63' Van Daelen), Banarsie  |
| Derde ronde | PEC Zwolle | 6 – 2 (4 – 0)    | Excelsior/Barendrecht                                                                     | Opstelling PEC Zwolle: |
| 28 februari 2020 Aanvangstijd: 19.30 uur Plaats: Zwolle MAC³PARK stadion Toeschouwers: 200 Scheidsrechter: Fledderus                  | Nikita Tromp 5' Jeslin Niens 7' Dominique Bruinenberg 15', 86' (pen.) Rebecca Doejaaren 31', 42', 59'                           | Wedstrijdverslag | 62', 67' Eline Koster                                                                     | Olthof, Auée, Smid, Van Koot, Niens, Weijkamp ( 46' Tiemens), Bruinenberg, Pruim, Tromp ( 78' Van Olst), Doejaaren, Banarsie ( 46' Van Daelen)       |

## Selectie en technische staf

### Selectie 2019/20
| Nr.             | Nat.               | Naam                  | Competitie  | Competitie  | Beker       | Beker       | Eredivisie Cup | Eredivisie Cup | Totaal      | Totaal      | Seizoen bij PEC Zwolle | Vorige club      | Debuut PEC Zwolle |             |             |
| Nr.             | Nat.               | Naam                  | W           |             | W           |             | W              |                | W           |             | Seizoen bij PEC Zwolle | Vorige club      | Debuut PEC Zwolle |             |             |
| Doelvrouwen     | Doelvrouwen        | Doelvrouwen           | Doelvrouwen | Doelvrouwen | Doelvrouwen | Doelvrouwen | Doelvrouwen    | Doelvrouwen    | Doelvrouwen | Doelvrouwen | Doelvrouwen            | Doelvrouwen      | Doelvrouwen       | Doelvrouwen | Doelvrouwen |
| --------------- | ------------------ | --------------------- | ----------- | ----------- | ----------- | ----------- | -------------- | -------------- | ----------- | ----------- | ---------------------- | ---------------- | ----------------- | ----------- | ----------- |
| 1               | Vlag van Nederland | Nienke Olthof         | 8           | 0           | 0           | 0           | 2              | 0              | 10          | 0           | 2e                     | BV Cloppenburg   | 7 september 2018  |             |             |
| 23              | Vlag van Nederland | Tirsa Postma          | 0           | 0           | 0           | 0           | 2              | 0              | 2           | 0           | 4e                     | Jeugd            | 23 februari 2018  |             |             |
| 26              | Vlag van Nederland | Moon Pondes           | 5           | 0           | 1           | 0           | 2              | 0              | 8           | 0           | 4e                     | FC Twente        | 5 mei 2017        |             |             |
| Verdedigsters   |                    |                       |             |             |             |             |                |                |             |             |                        |                  |                   |             |             |
| 2               | Vlag van Nederland | Leonie Vliek          | 12          | 1           | 1           | 0           | 4              | 0              | 17          | 1           | 3e                     | Jeugd            | 12 mei 2018       |             |             |
| 3               | Vlag van Nederland | Moïsa van Koot        | 12          | 0           | 1           | 0           | 5              | 0              | 19          | 0           | 2e                     | Jeugd            | 2 november 2018   |             |             |
| 4               | Vlag van Nederland | Shanel Smid           | 6           | 0           | 1           | 0           | 5              | 0              | 12          | 0           | 3e                     | Jeugd            | 1 september 2017  |             |             |
| 22              | Vlag van Nederland | Beau Rijks            | 8           | 0           | 0           | 0           | 2              | 0              | 10          | 0           | 1e                     | VV Alkmaar       | 6 september 2019  |             |             |
| 25              | Vlag van Nederland | Dara Broekhaar        | 0           | 0           | 1           | 0           | 0              | 0              | 1           | 0           | 2e                     | Jeugd            | 1 februari 2020   |             |             |
| 30              | Vlag van Nederland | Loyce Speelman        | 0           | 0           | 0           | 0           | 0              | 0              | 0           | 0           | 1e                     | Jeugd            | –                 |             |             |
| 36              | Vlag van Nederland | Imre van der Vegt     | 6           | 0           | 0           | 0           | 3              | 0              | 9           | 0           | 2e                     | Jeugd            | 6 september 2019  |             |             |
| 38              | Vlag van Nederland | Marit Auée            | 8           | 0           | 0           | 0           | 5              | 0              | 13          | 0           | 2e                     | Jeugd            | 15 februari 2019  |             |             |
| Middenveldsters |                    |                       |             |             |             |             |                |                |             |             |                        |                  |                   |             |             |
| 5               | Vlag van Nederland | Jeslin Niens          | 8           | 0           | 1           | 0           | 3              | 0              | 12          | 0           | 4e                     | Jeugd            | 18 november 2016  |             |             |
| 6               | Vlag van Nederland | Maud Asbroek          | 11          | 1           | 1           | 0           | 4              | 1              | 16          | 2           | 3e                     | Jeugd            | 1 september 2017  |             |             |
| 8               | Vlag van Nederland | Celien Tiemens        | 10          | 0           | 0           | 0           | 3              | 0              | 13          | 0           | 2e                     | Jeugd            | 2 november 2018   |             |             |
| 17              | Vlag van Nederland | Kely Pruim            | 3           | 0           | 1           | 0           | 3              | 0              | 7           | 0           | 4e                     | Jeugd            | 1 september 2017  |             |             |
| 21              | Vlag van Nederland | Dominique Bruinenberg | 12          | 4           | 1           | 0           | 6              | 7              | 19          | 11          | 1e                     | Everton LFC      | 23 augustus 2019  |             |             |
| 42              | Vlag van Nederland | Jill Diekman          | 0           | 0           | 0           | 0           | 0              | 0              | 0           | 0           | 1e                     | Jeugd            | –                 |             |             |
| Aanvalsters     |                    |                       |             |             |             |             |                |                |             |             |                        |                  |                   |             |             |
| 9               | Vlag van Nederland | Rebecca Doejaaren     | 12          | 2           | 1           | 3           | 5              | 6              | 18          | 11          | 6e                     | Jeugd            | 20 februari 2015  |             |             |
| 10              | Vlag van Nederland | Nikita Tromp          | 12          | 5           | 0           | 0           | 4              | 3              | 16          | 8           | 1e                     | AFC Ajax (jeugd) | 23 augustus 2019  |             |             |
| 11              | Vlag van Nederland | Yvette van Daelen     | 3           | 0           | 1           | 1           | 4              | 0              | 8           | 1           | 9e                     | Jeugd            | 9 november 2012   |             |             |
| 14              | Vlag van Nederland | Bonita Theunissen     | 2           | 0           | 0           | 0           | 1              | 0              | 3           | 0           | 2e                     | Achilles '29     | 7 september 2018  |             |             |
| 20              | Vlag van Nederland | Lauri Weijkamp        | 7           | 0           | 1           | 1           | 6              | 1              | 14          | 2           | 5e                     | Jeugd            | 1 april 2016      |             |             |
| 24              | Vlag van Nederland | Amy Banarsie          | 9           | 1           | 1           | 0           | 5              | 1              | 15          | 2           | 5e                     | Jeugd            | 13 mei 2016       |             |             |
| 33              | Vlag van Nederland | Marushka van Olst     | 12          | 0           | 1           | 2           | 5              | 3              | 18          | 5           | 1e                     | Jeugd            | 23 augustus 2019  |             |             |
| –               | Vlag van Nederland | Maxime Bennink        | 0           | 0           | 0           | 0           | 0              | 0              | 0           | 0           | 4e                     | FC Twente        | 9 september 2016  |             |             |
| Nr.             | Nat.               | Naam                  | W           |             | W           |             | W              |                | W           |             | Seizoen bij PEC Zwolle | Vorige club      | Debuut            |             |             |
| Nr.             | Nat.               | Naam                  | Competitie  | Competitie  | Beker       | Beker       | Eredivisie Cup | Eredivisie Cup | Totaal      | Totaal      | Seizoen bij PEC Zwolle | Vorige club      | Debuut            |             |             |

### Legenda
| # | Reden                                          |
| - | ---------------------------------------------- |
|   | Heeft de club in het lopende seizoen verlaten. |
|   | Heeft de club op huurbasis verlaten.           |

### Technische staf
| Naam         | Functie           |
| ------------ | ----------------- |
| Joran Pot    | Hoofdtrainer      |
| Jim Brinkhof | Assistent-trainer |

## Statistieken PEC Zwolle 2019/2020

### Eindstand PEC Zwolle in de Nederlandse Eredivisie 2019 / 2020
| Stand | Gespeeld | Gewonnen | Gelijk | Verloren | Punten | Doelpunten voor | Doelpunten tegen | Gele kaarten | Rode kaarten |
| ----- | -------- | -------- | ------ | -------- | ------ | --------------- | ---------------- | ------------ | ------------ |
| 7e    | 12       | 2        | 4      | 6        | 10     | 17              | 32               | 7            | 0            |

### Topscorers
| #                | Naam                             | Goal |
| ---------------- | -------------------------------- | ---- |
| 1.               | Nikita Tromp                     | 5    |
| 2.               | Dominique Bruinenberg            | 4    |
| 3.               | Rebecca Doejaaren                | 2    |
| 4.               | Maud Asbroek                     | 1    |
| 4.               | Amy Banarsie                     | 1    |
| 4.               | Leonie Vliek                     | 1    |
| Eigen doelpunten |                                  |      |
| 1.               | Gwyneth Hendriks (ADO Den Haag)  | 1    |
| 1.               | Kim Mourmans (ADO Den Haag)      | 1    |
| 1.               | Pleun Raaijmakers (ADO Den Haag) | 1    |
| Totaal           | Totaal                           | 17   |

| #      | Naam              | Goal |
| ------ | ----------------- | ---- |
| 1.     | Rebecca Doejaaren | 3    |
| 2.     | Marushka van Olst | 2    |
| 3.     | Yvette van Daelen | 1    |
| 3.     | Lauri Weijkamp    | 1    |
| Totaal | Totaal            | 7    |

| #      | Naam                  | Goal |
| ------ | --------------------- | ---- |
| 1.     | Dominique Bruinenberg | 7    |
| 2.     | Rebecca Doejaaren     | 6    |
| 3.     | Marushka van Olst     | 2    |
| 3.     | Nikita Tromp          | 2    |
| 5.     | Maud Asbroek          | 1    |
| 5.     | Amy Banarsie          | 1    |
| 5.     | Lauri Weijkamp        | 1    |
| Totaal | Totaal                | 22   |

| #        | Naam                     | Goal |
| -------- | ------------------------ | ---- |
| 1.       | Yvette van Daelen        | 5    |
| 2.       | Amy Banarsie             | 4    |
| 2.       | Rebecca Doejaaren        | 4    |
| 4.       | Dominique Bruinenberg    | 3    |
| 5.       | Nikita Tromp             | 2    |
| 5.       | Lauri Weijkamp           | 2    |
| 7.       | Maud Asbroek             | 1    |
| 7.       | Maxime Bennink           | 1    |
| 7.       | Jill Diekman             | 1    |
| 7.       | Marushka van Olst        | 1    |
| 7.       | Pascalle Pomper          | 1    |
| 7.       | Shanel Smid              | 1    |
| 7.       | Celien Tiemens           | 1    |
| Onbekend |                          |      |
| 1.       | Onbekend (tegen Bocholt) | 7    |
| Totaal   | Totaal                   | 34   |

### Kaarten
| #      | Naam              | Kreeg geel |
| ------ | ----------------- | ---------- |
| 1.     | Jeslin Niens      | 2          |
| 2.     | Maud Asbroek      | 1          |
| 2.     | Moon Pondes       | 1          |
| 2.     | Celien Tiemens    | 1          |
| 2.     | Imre van der Vegt | 1          |
| Totaal | Totaal            | 6          |

| #      | Naam           | Kreeg voor de tweede keer geel en dus rood |
| ------ | -------------- | ------------------------------------------ |
| –      | Geen speelster | –                                          |
| Totaal | Totaal         | –                                          |

| #      | Naam           | Weggestuurd |
| ------ | -------------- | ----------- |
| –      | Geen speelster | –           |
| Totaal | Totaal         | –           |

### Punten per speelronde
| Speelronde | 1 | 2 | 3 | 4 | 5 | 6 | 7 | 8 | 9 | 10 | 11 | 12 | 13          | 14          |             | PO1         | PO2         | PO3         | PO4         | PO5         | PO6         | PO7         | PO8 |
| ---------- | - | - | - | - | - | - | - | - | - | -- | -- | -- | ----------- | ----------- | ----------- | ----------- | ----------- | ----------- | ----------- | ----------- | ----------- | ----------- | --- |
| Punten     | 0 | 0 | 0 | 1 | 1 | 1 | 1 | 3 | 0 | 0  | 3  | 0  | Geannuleerd | Geannuleerd | Geannuleerd | Geannuleerd | Geannuleerd | Geannuleerd | Geannuleerd | Geannuleerd | Geannuleerd | Geannuleerd |     |

### Punten na speelronde
| Speelronde | 1 | 2 | 3 | 4 | 5 | 6 | 7 | 8 | 9 | 10 | 11 | 12 | 13          | 14          |             | PO1         | PO2         | PO3         | PO4         | PO5         | PO6         | PO7         | PO8 |
| ---------- | - | - | - | - | - | - | - | - | - | -- | -- | -- | ----------- | ----------- | ----------- | ----------- | ----------- | ----------- | ----------- | ----------- | ----------- | ----------- | --- |
| Punten     | 0 | 0 | 0 | 1 | 2 | 3 | 4 | 7 | 7 | 7  | 10 | 10 | Geannuleerd | Geannuleerd | Geannuleerd | Geannuleerd | Geannuleerd | Geannuleerd | Geannuleerd | Geannuleerd | Geannuleerd | Geannuleerd |     |

### Stand na speelronde
| Speelronde | 1  | 2  | 3  | 4  | 5  | 6  | 7  | 8  | 9  | 10 | 11 | 12 | 13          | 14          |             | PO1         | PO2         | PO3         | PO4         | PO5         | PO6         | PO7         | PO8 |
| ---------- | -- | -- | -- | -- | -- | -- | -- | -- | -- | -- | -- | -- | ----------- | ----------- | ----------- | ----------- | ----------- | ----------- | ----------- | ----------- | ----------- | ----------- | --- |
| Stand      | 6e | 8e | 8e | 8e | 7e | 7e | 6e | 6e | 7e | 7e | 7e | 7e | Geannuleerd | Geannuleerd | Geannuleerd | Geannuleerd | Geannuleerd | Geannuleerd | Geannuleerd | Geannuleerd | Geannuleerd | Geannuleerd |     |

### Doelpunten per speelronde
| Speelronde | 1 | 2 | 3 | 4 | 5 | 6 | 7 | 8 | 9 | 10 | 11 | 12 | 13          | 14          |             | PO1         | PO2         | PO3         | PO4         | PO5         | PO6         | PO7         | PO8 | Totaal |
| ---------- | - | - | - | - | - | - | - | - | - | -- | -- | -- | ----------- | ----------- | ----------- | ----------- | ----------- | ----------- | ----------- | ----------- | ----------- | ----------- | --- | ------ |
| Doelpunten | 2 | 0 | 2 | 2 | 3 | 2 | 2 | 2 | 0 | 0  | 2  | 0  | Geannuleerd | Geannuleerd | Geannuleerd | Geannuleerd | Geannuleerd | Geannuleerd | Geannuleerd | Geannuleerd | Geannuleerd | Geannuleerd | 17  |        |

## Mutaties

### Zomer

#### Aangetrokken
| Nr. | Nat. | Naam                  | Van              | Type | Contract     | Transfersom | Bijzonderheid          |
| --- | ---- | --------------------- | ---------------- | ---- | ------------ | ----------- | ---------------------- |
| 21  | NL   | Dominique Bruinenberg | Everton LFC      | –    | 30 juni 2020 | n.v.t.      | –                      |
| 23  | NL   | Beau Rijks            | VV Alkmaar       | –    | 30 juni 2021 | n.v.t.      | –                      |
| 10  | NL   | Nikita Tromp          | AFC Ajax (jeugd) | –    | 30 juni 2020 | n.v.t.      | Optie voor één seizoen |

#### Vertrokken
| Nr. | Nat. | Naam           | Naar             | Type         | Transfersom | Wed. | Dlpt. |
| --- | ---- | -------------- | ---------------- | ------------ | ----------- | ---- | ----- |
| 7   | NL   | Maxime Bennink | Reading FC Women | Transfervrij | n.v.t.      | 81   | 16    |
| 12  | NL   | Lotte Morsink  | Onbekend         | Transfervrij | n.v.t.      | 6    | 0     |
| 6   | VS   | Allison Murphy | Onbekend         | Transfervrij | n.v.t.      | 22   | 0     |
| 10  | NL   | Babiche Roof   | Gestopt          | n.v.t.       | n.v.t.      | 52   | 35    |

#### Statistieken transfers zomer
| Gekochte spelers | Verkochte spelers | Gehuurde spelers | Verhuurde spelers | Spelers terug van verhuurperiode | Spelers einde van huurperiode | Transfervrij aangetrokken spelers | Transfervrij vertrokken spelers | Doorgestroomde jeugdspelers |
| ---------------- | ----------------- | ---------------- | ----------------- | -------------------------------- | ----------------------------- | --------------------------------- | ------------------------------- | --------------------------- |
| 0                | 0                 | 0                | 0                 | 0                                | 0                             | 2                                 | 3                               | 0                           |

## Voetnoten
ADO Den Haag · 
Ajax · 
VV Alkmaar · 
Excelsior/Barendrecht · 
sc Heerenveen · 
PEC Zwolle · 
PSV · 
FC Twente